# Álvaro Vázquez
Álvaro Vázquez García (Badalona, 27 april 1991) is een Spaans profvoetballer die bij voorkeur als aanvaller speelt. Hij tekende in augustus 2012 een vierjarig contract bij Getafe CF, dat hem overnam van Espanyol.

## Clubvoetbal
Vázquez begon met voetballen bij Trajana. Na ook een periode bij CF Damm werd hij in 2005 opgenomen in de jeugdopleiding van RCD Espanyol. Hij doorliep er de verschillende jeugdelftallen en speelde vanaf het seizoen 2009/2010 in het tweede elftal. Op 21 september 2010 debuteerde Vázquez in hoofdmacht van Espanyol, in een competitiewedstrijd tegen Real Madrid. In 2012 vertrok hij naar Getafe CF. Dat verhuurde hem gedurende het seizoen 2013-2014 aan Swansea City, op dat moment actief in de Premier League.

## Clubstatistieken
| Seizoen | Club                     | Land     | Competitie         | Wed. | Doelp. |
| ------- | ------------------------ | -------- | ------------------ | ---- | ------ |
| 2009/10 | RCD Espanyol B           | Spanje   | Segunda División B | 18   | 8      |
| 2010/11 | RCD Espanyol             | Spanje   | Primera División   | 29   | 4      |
| 2011/12 | RCD Espanyol             | Spanje   | Primera División   | 28   | 5      |
| 2012/13 | RCD Espanyol             | Spanje   | Primera División   | 2    | 1      |
| 2012/13 | Getafe CF                | Spanje   | Primera División   | 29   | 4      |
| 2013/14 | Getafe CF                | Spanje   | Primera División   | 1    | 0      |
| 2013/14 | → Swansea City           | Engeland | Premier League     | 12   | 0      |
| 2014/15 | Getafe CF                | Spanje   | Primera División   | 21   | 7      |
| 2015/16 | Getafe CF                | Spanje   | Primera División   | 34   | 5      |
| 2016/17 | Getafe CF                | Spanje   | Segunda División A | 1    | 0      |
| 2016/17 | RCD Espanyol             | Spanje   | Primera División   | 10   | 0      |
| 2017/18 | → Gimnàstic de Tarragona | Spanje   | Segunda División A | 18   | 6      |
| 2018/19 | → Real Zaragoza          | Spanje   | Segunda División A | 28   | 8      |
| Totaal  | Totaal                   | Totaal   | Totaal             | 231  | 48     |

## Nationaal elftal
Vázquez nam in 2011 met het Spaans nationaal elftal deel aan het WK Onder-20 in Colombia. Hij scoorde op dit toernooi vijfmaal. Vázquez speelde in 2010 met het Catalaans elftal tegen Honduras.
1 Álvarez  ·
2 Zedadka ·
3 Amador ·
5 Grau ·
6 Francés ·
7 Valera ·
8 Aguado ·
9 Azón ·
10 Guti ·
11 Mesa ·
12 Bakış ·
13 Poussin ·
14 Serrano ·
15 Mouriño ·
17 Nieto ·
18 Gámez ·
19 Vallejo ·
20 Mollejo ·
21 Moya ·
22 Lecoeuche ·
23 Enrich ·
24 López ·
25 Badia ·
35 Rebollo ·
Coach: Velázquez
1 García ·
3 Gómez  ·
4 Kumbulla ·
5 Calero ·
6 Cabrera ·
7 Puado ·
8 Expósito ·
9 Véliz ·
10 Lozano ·
11 Milla ·
12 Tejero ·
13 Pacheco ·
14 Oliván ·
15 Gragera ·
16 Cheddira ·
17 Carreras ·
18 Aguado ·
19 Sánchez ·
20 Král ·
22 Romero ·
23 El Hilali ·
24 Cardona ·
31 Roca ·
33 Fortuño ·
37 Ünüvar ·
Coach: González